# 栃木市立岩舟中学校
栃木市立岩舟中学校（とちぎしりつ いわふねちゅうがっこう）は栃木県栃木市岩舟町静にある公立中学校。

## 概要
略称は「岩中（いわちゅう）」。1975年に岩舟町の3中学校（岩舟町立岩舟中学校、静和中学校、小野寺中学校）が統合され設立した。

## 沿革
- 1975年4月1日 - 3中学校が名目統合され、岩舟町立岩舟中学校（岩舟分校舎、静和分校舎、小野寺分校舎）として設立[1]。
- 1978年4月1日 - 実質統合し、現在地にある新校舎に移る。3つの分校舎は廃止[1]。
- 1979年3月12日 - 校歌制定（新井次郎作詞、松永耕明作曲）[1]。
- 2014年4月5日 - 岩舟町の栃木市編入により栃木市立岩舟中学校となる[1]。
- 2021年4月1日 - 体操着をリニューアル。

## 部活動

### 運動部
- 柔道部（男・女）
- 剣道部（男・女）
- 弓道部（男・女）
- 卓球部（男・女）
- 軟式野球部（男）
- バスケットボール部（男）
- サッカー部（男）
- ソフトテニス部（男・女）
- バドミントン部（女）
- ソフトボール部（女）

### 文化部
- 吹奏楽部（男・女）

### かつて存在した部
- 水泳部（男・女）
- バレーボール部（女）
- バドミントン部（男）
- 美術・書道部（女）
- ハンドボール部（女）
- 陸上競技部（男）
- バスケットボール部（女）
- 天文部（男・女）

## 通学区域
通学区域は以下の通りで、栃木市岩舟地域の全域にあたる。
栃木市
- 岩舟町鷲巣
- 岩舟町静
- 岩舟町下津原
- 岩舟町畳岡
- 岩舟町五十畑

- 岩舟町和泉
- 岩舟町静和
- 岩舟町静戸
- 岩舟町曲ヶ島
- 岩舟町古江

- 岩舟町新里
- 岩舟町三谷
- 岩舟町下岡
- 岩舟町上岡
- 岩舟町小野寺

## 交通
- JR両毛線 岩舟駅より約970m